# Hot Mess
Hot Mess è il terzo album in studio del gruppo dance punk statunitense Cobra Starship, pubblicato nel 2009.

## Tracce
1. Nice Guys Finish Last – 3:37
2. Pete Wentz Is the Only Reason We're Famous – 3:03
3. Good Girls Go Bad (feat. Leighton Meester) – 3:17
4. Fold Your Hands Child – 3:13
5. You're Not in on the Joke – 3:31
6. Hot Mess – 2:52
7. Living in the Sky with Diamonds – 3:20
8. Wet Hot American Summer – 3:49
9. The Scene Is Dead; Long Live the Scene – 2:44
10. Move Like You Gonna Die – 3:49
11. The World Will Never Do (feat. B.o.B) – 4:05

## Formazione
- Gabe Saporta - voce
- Ryland Blackinton - chitarra, cori, sintetizzatore
- Alex Suarez - basso, cori
- Nate Navarro - batteria
- Victoria Asher - keytar, cori